# Onze-Lieve-Vrouwekapel (Betekom)

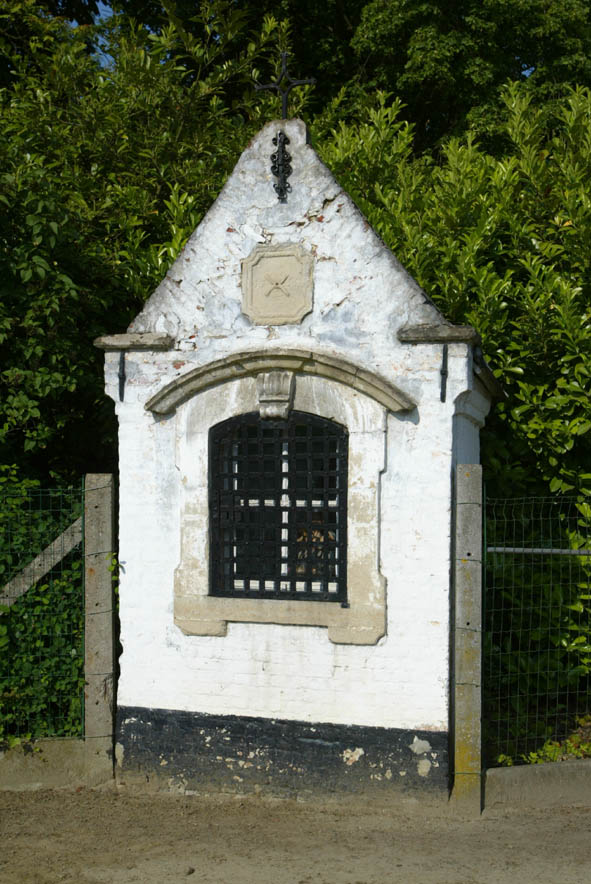
Onze-Lieve-Vrouwekapel

De Onze-Lieve-Vrouwekapel is een kapel in de tot de Vlaams-Brabantse gemeente Begijnendijk behorende plaats Betekom, gelegen aan de prof. Scharpélaan.
Het betreft een eenvoudig kapelletje, gebouwd in 1755. De voorgevel heeft een steekboognis en toont barokke stijlelementen.